# Halk Topluşu
Halk Topluşu (wym. halk topluszu) to gagauski organ ustawodawczy, składający się z 35 deputowanych, wybieranych na czteroletnią kadencję w jednoznacznych okręgach terytorialnych w powszechnych, równych, tajnych i wolnych wyborach. Członkiem Zgromadzenia Ludowego Gagauzji może być każdy obywatel Republiki Mołdawii, który ukończył 21 lat, posiada prawa wyborcze i zamieszkuje okręg wyborczy, który będzie reprezentował w wyborach.

## Chronologiczna lista przewodniczących parlamentu Gagauzji
| Przewodniczący Rady Najwyższej       |                      |  |                      |                  |
| 1                                    | Stepan Topal         |  | 31 października 1990 | 1 grudnia 1991   |
| 2                                    | Mihail Kendighelean  |  | 1 grudnia 1991       | 19 czerwca 1995  |
| Przewodniczący Zgromadzenia Ludowego |                      |  |                      |                  |
| 1                                    | Petru Pașalî         |  | październik 1995     | 1999             |
| 2                                    | Mihail Kendighelean  |  | 1999                 | 23 maja 2002     |
| 3                                    | Ivan Kristioglo      |  | 23 maja 2002         | 20 grudnia 2003  |
| 4                                    | Stepan Esir          |  | 20 grudnia 2003      | 16 marca 2008    |
| 5                                    | Ana Harlamenco       |  | 31 lipca 2008        | 5 listopada 2012 |
| 6                                    | Dmitrii Constantinov |  | 5 listopada 2012     | 20 stycznia 2017 |
| 7                                    | Alexandr Tarnavski   |  | 20 stycznia 2017     | 3 marca 2017     |
| 8                                    | Vladimir Cîssa       |  | 3 marca 2017         | nadal            |